# Grundlovsforslaget
Grundlovsforslaget er en dansk propagandafilm fra 1953, der er instrueret af Ingolf Boisen efter manuskript af ham selv og Ib Koch-Olsen.

## Handling
Oplysning med opfordring til at deltage i folkeafstemningen om forslaget til en grundlovsændring, 28. maj 1953. Følgende spørgsmål er til afstemning:
1) Grønlands status som ligeberettiget i rigsfællesskabet ved 2 repræsentanter i Folketinget. 

2) Overgang til etkammersystem, det vil sige afskaffelse af Landstinget og Rigsdagen bliver til Folketinget. 

3) Valgretsalderen nedsættes fra 25 år til 21 eller 23. 

4) Udvidelse af internationalt samarbejde. 

5) Arveretten til tronen skal gælde både mænd og kvinder.